# 王運昌
王運昌（？—？），字符乾，號旭泰，南直隶常州府江阴县民籍苏州府常熟县人，明朝政治人物。

## 生平
万历四十三年（1615年）乙卯科应天乡试举人，四十七年（1619年）己未科進士，天啟元年（1621年）任浙江安吉州知州，二年（1622年）调任福建福宁州，六年補山東曹州知州，七年升工部营缮司员外郎，歷升郎中，崇祯四年官至开封、归德二知府，所在有治声。迁山东盐运司盐运使，盐政一清，不两年而病痱以终，时论惜之。

## 家族
曾祖王嘉言，嘉靖壬戌进士，官至浙江參議。祖父王维城，號儆吾，官汉中府通判，以子王良臣贵赠刑部郎中。王维城弟王维桢，號澄吾，王嘉言第三子，官云南霑益州同知。
叔父王庆臣，號恒儆，少与兄王良臣相淬励，时有双璧之目，弱冠婴疾卒，以嗣子王履昌贵赠襄阳府南漳县知县。
父王良臣，字忠亮，號翼儆，万历庚戌进士，官刑部郎中、梧州府知府。王良臣姊王慕贞，平阳县知县陆崇礼妻。